# Sanctuaire d'Oropa (Bielle)
Le sanctuaire d'Oropa (santuario di Oropa en italien) est un sanctuaire dédié à la Vierge noire. Bâti à 1 159 m au-dessus du niveau de la mer, il se trouve à 13 km de la ville de Bielle dans le Piémont, en Italie.
Le sanctuaire comprend le Mont Sacré, la vieille basilique, construit autour de l'ancienne chapelle qui conserve la statue de la Vierge, la nouvelle basilique et toutes les structures pour l'accueil et le logement des pèlerins.
Du sanctuaire on peut arriver au refuge Savoia et au lac du Mucrone (1 900 m environ), au pied de la montagne homonyme.
En mars 1957, le pape Pie XII a honoré l'église d'Oropa du titre de basilique mineure.
Faisant partie du système des Sacri Monti du Piémont et de Lombardie, le Mont Sacré d'Oropa a été déclaré Patrimoine mondial de l'UNESCO en 2003.

## Histoire
Selon la tradition, le sanctuaire fut fondé par Eusèbe de Verceil, évêque de Verceil au IVe siècle. Il n'y a aucun document qui prouve cette tradition, mais il est certain que Eusèbe diffusa le culte de la Vierge dans les vallées du Biellais. En effet au IVe siècle la plus grande partie de la population du Piémont était païenne, divisée entre le polythéisme romain et les cultes des Celtes. Eusèbe remplaça le culte des divinités féminines païennes par celui de la Vierge.
À partir de la première moitié du XIVe siècle on vénère une statue de la Vierge noire ; on lui attribue plusieurs miracles et grâces. Dans le sanctuaire on recueille tous les ex-voto que les fidèles ont dédiés à la Vierge pendant les siècles. Le plus ancien a été peint par Bernardino Lanino en 1522.
Grâce à la dévotion de la maison de Savoie pendant l'époque baroque, le sanctuaire a été agrandi par plusieurs architectes, comme Filippo Juvarra (auteur de la Porta Regia), Ignazio Galletti et Guarino Guarini. Autour de l'ancienne basilique, bâtie au début du XVIIe siècle, on édifia des structures pour le logement des pèlerins.
Pendant la peste du XVIIe siècle, la ville de Bielle fit un vœu à la Vierge d'Oropa, et ne fut pas contaminée. Encore aujourd'hui, chaque année la ville organise une procession en remerciement.
En 1620 on couronna la statue de la Vierge Noire pour la première fois. La cérémonie du couronnement se répète depuis tous les cent ans.
Malgré la difficulté des communications, Oropa devint une destination de pèlerinage. Les pèlerins arrivent du Biellais et de la plaine environnante. Tous les cinq ans, un pèlerinage nocturne part de Fontainemore dans la Vallée d'Aoste,.

### Croyances populaires
La statue de la Vierge Noire est réputée avoir plusieurs particularités :
- la statue en bois, malgré les siècles, n'aurait subi aucun dommage causé les vers ou insectes xylophages[5].
- le pied, malgré l'ancienne tradition de le toucher pour bénir les objets, ne serait pas endommagé[5].
- la poussière ne reste pas sur les visages de la Vierge et de l'enfant[6].

## Le cimetière et la nouvelle basilique
Le sanctuaire n'a cessé de s'étendre. Au XIXe siècle, un nouveau cimetière a remplacé l'ancien, et les familles nobles du Biellais y firent construire leurs tombeaux. Quelques tombeaux sont décorés avec des symboles de la franc-maçonnerie, comme celui de Quintino Sella.
Au début du XXe siècle, le projet d'une nouvelle basilique, une très grande église avec une coupole de 80 m de hauteur, est lancé. La nouvelle basilique est consacrée en 1960, mais la statue de la Vierge resta dans la vieille église.

## Le chemin de fer Biella-Oropa
Le chemin de fer à voie étroite qui reliait Bielle avec Oropa parcourait 14 km et 800 mètres de dénivellation. Il fut inauguré le 4 juillet 1911. La gare de départ se situait devant la gare du chemin de fer pour Santhià et la gare d'arrivée était, initialement, à l'intérieur du portique du Sanctuaire ; elle fut ensuite déplacée sur le côté du bâtiment. Ce chemin de fer a été fermé le 29 mars 1958.

## Sport

### Cyclisme
La sanctuaire d'Oropa a été à sept reprises étape d'arrivée du Tour d'Italie :
| Édition | Étape | Date    | Parcours                                                  | km   | Vainqueur d'étape | Leader cl. général |
| ------- | ----- | ------- | --------------------------------------------------------- | ---- | ----------------- | ------------------ |
| 1963    | 11e   | 29 mai  | Asti > Sanctuaire d'Oropa                                 | 130  | Vito Taccone      | Diego Ronchini     |
| 1993    | 20e   | 11 juin | Turin > Sanctuaire d'Oropa                                | 162  | Massimo Ghirotto  | Miguel Indurain    |
| 1999    | 15e   | 30 mai  | Racconigi > Sanctuaire d'Oropa                            | 160  | Marco Pantani     | Marco Pantani      |
| 2007    | 13e   | 25 mai  | Bielle > Sanctuaire d'Oropa (contre-la-montre individuel) | 12,6 | Marzio Bruseghin  | Danilo Di Luca     |
| 2014    | 14e   | 24 mai  | Agliè > Oropa                                             | 184  | Enrico Battaglin  | Rigoberto Urán     |
| 2017    | 14e   | 20 mai  | Castellania > Oropa                                       | 131  | Tom Dumoulin      | Tom Dumoulin       |
| 2024    | 2e    | 5 mai   | San Francesco al Campo > Sanctuaire d'Oropa               | 161  | Tadej Pogačar     | Tadej Pogačar      |

## Galerie

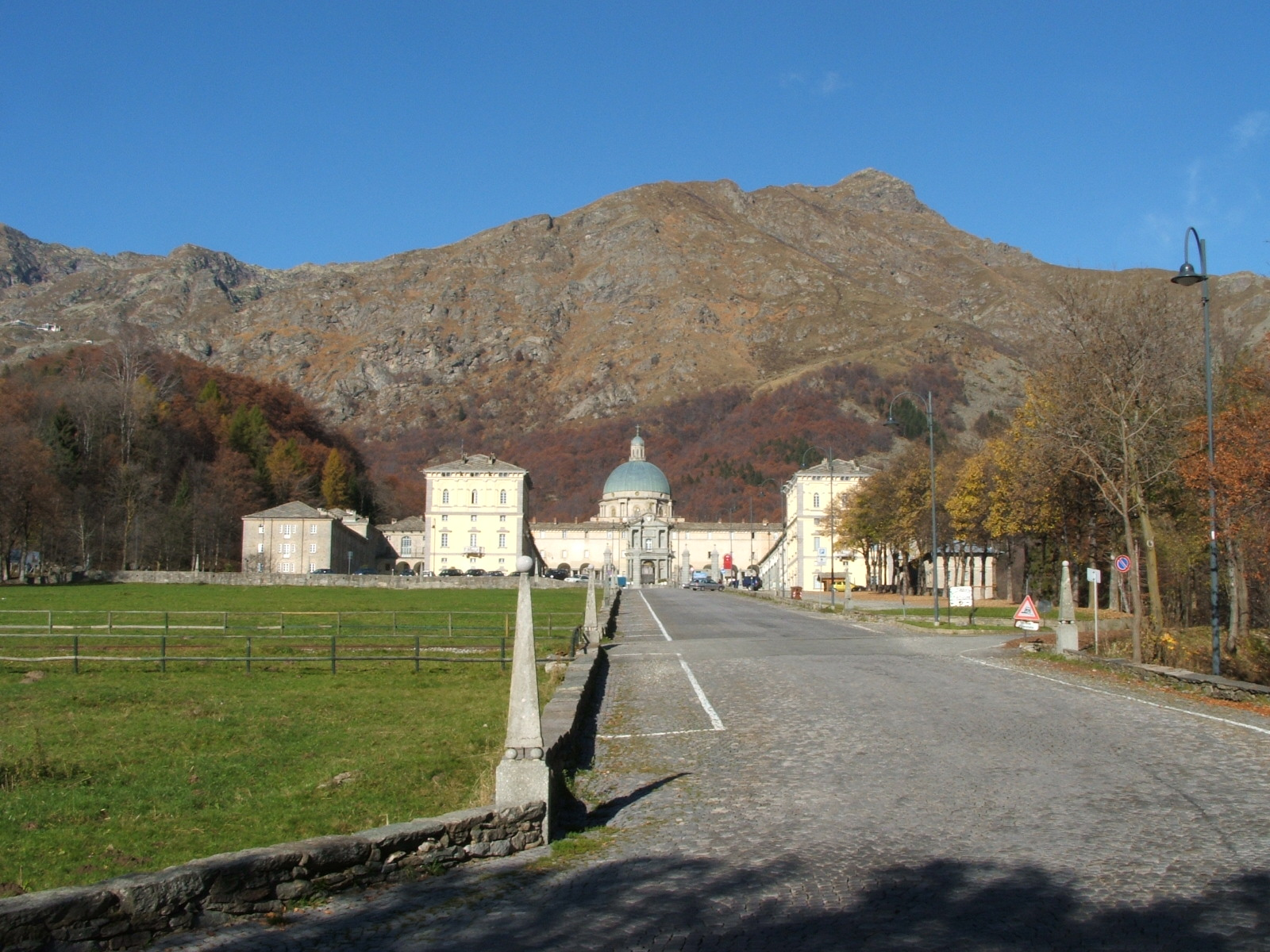
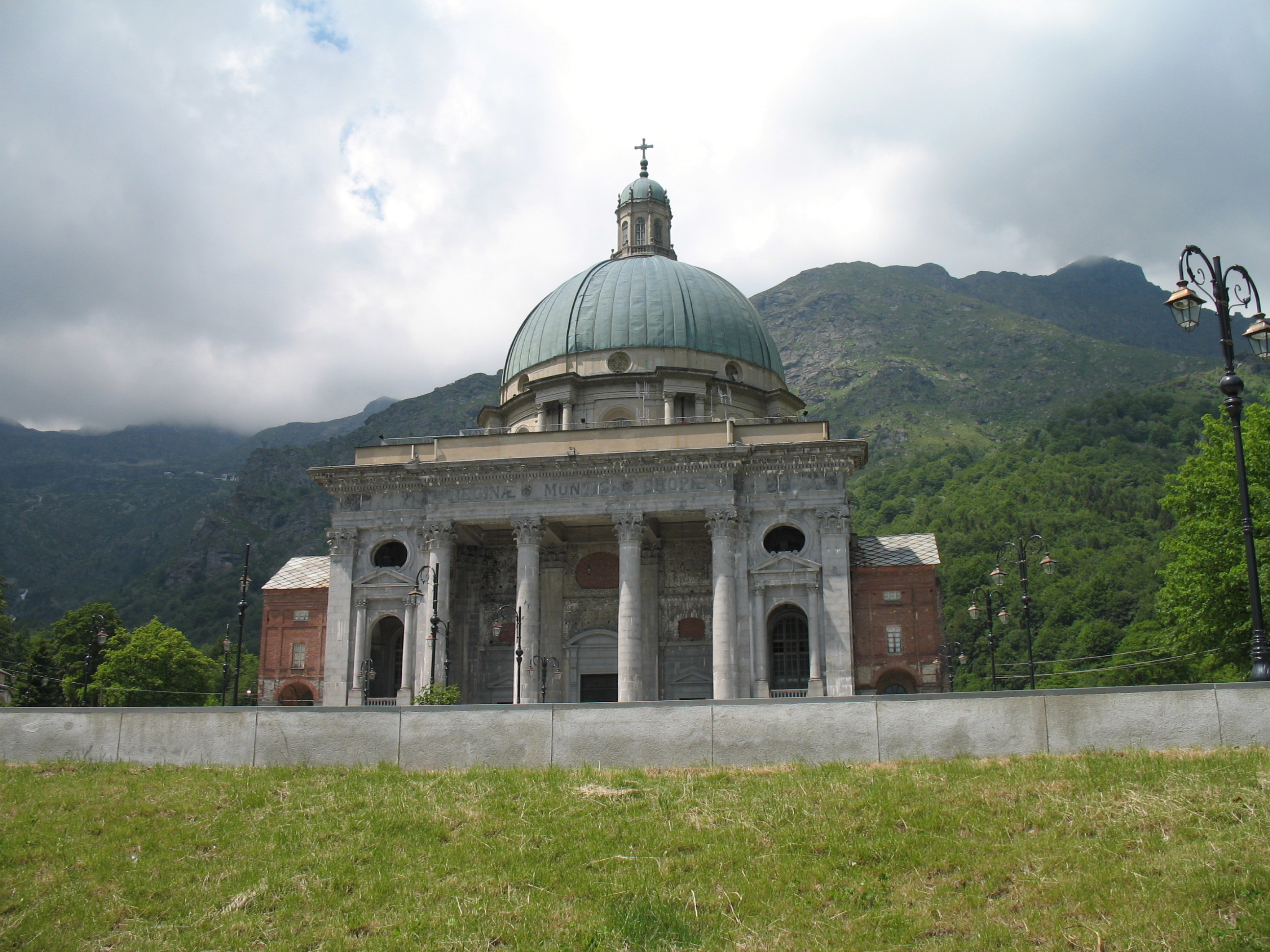
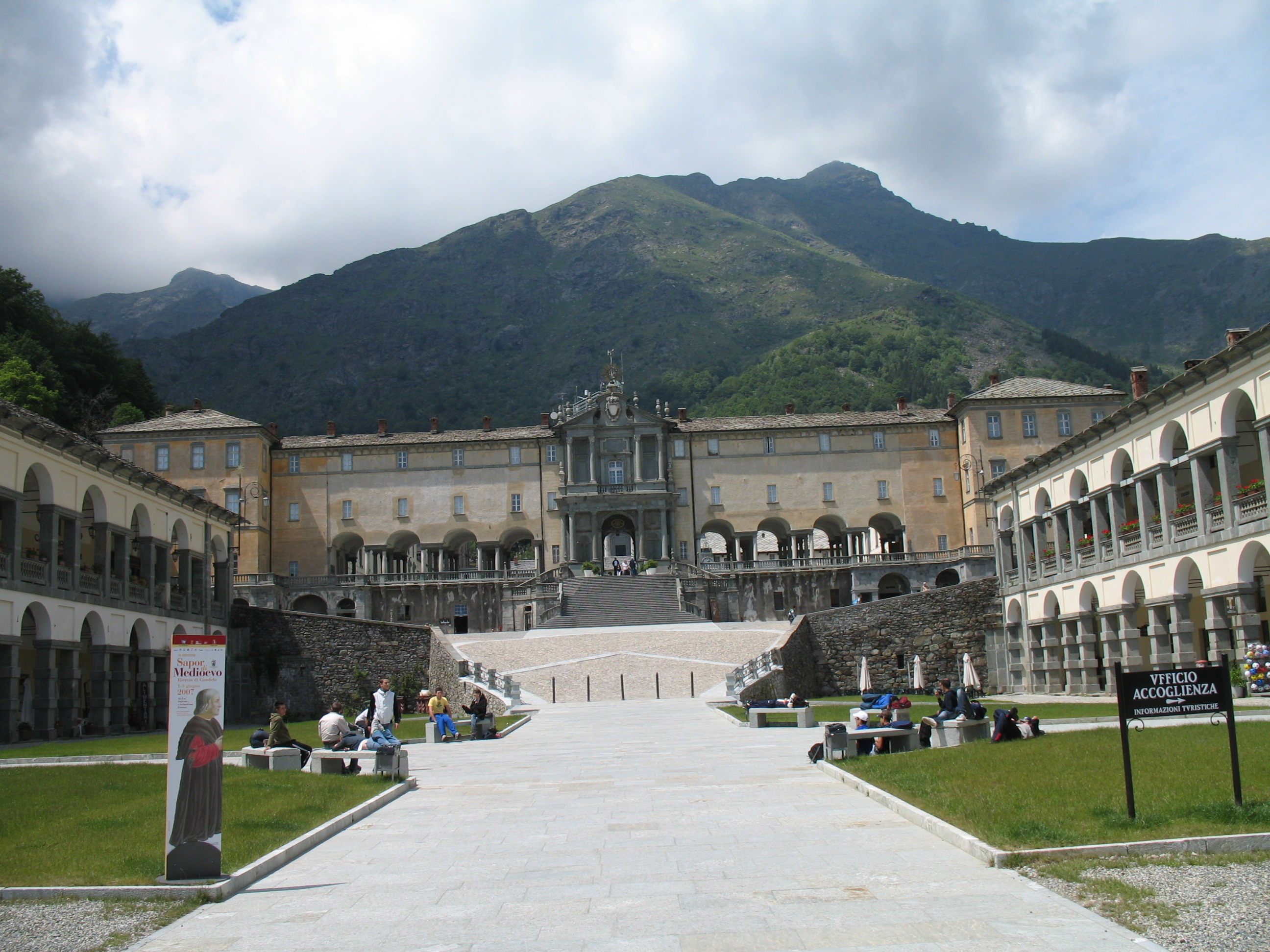
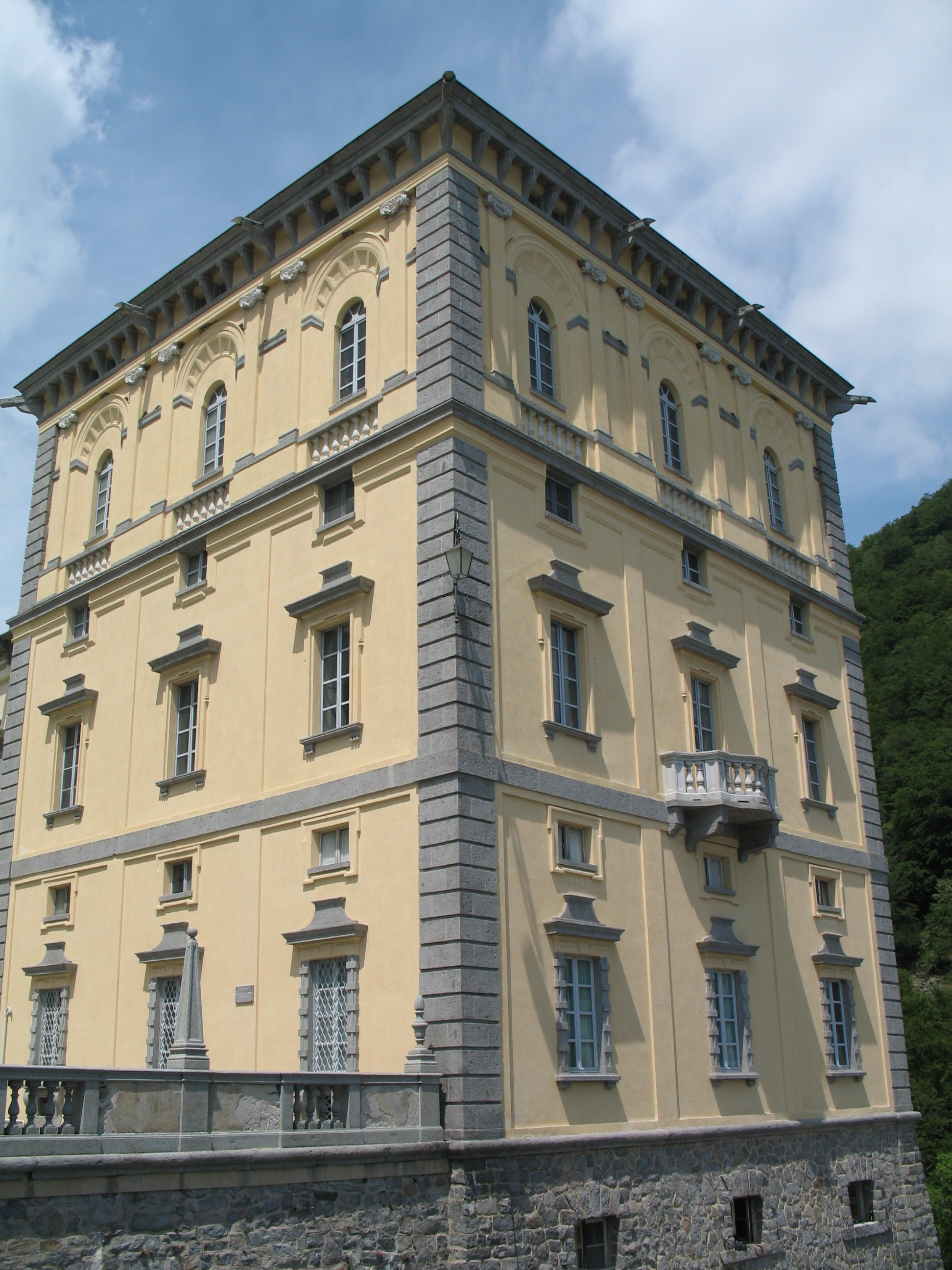